# Рене Кітраль
Рене Кітраль Енсіна (ісп. René Quitral Encina, 22 липня 1920 — 27 листопада 1982, Вальпараїсо) — чилійський футболіст, що грав на позиції воротаря, зокрема, за клуби «Бадмінтон» та «Сан-Луїс де Кільйота», а також національну збірну Чилі.

## Клубна кар'єра
У футболі дебютував 1942 року виступами за команду «Бадмінтон», в якій провів два сезони. 
Своєю грою за цю команду привернув увагу представників тренерського штабу клубу «Сантьяго Насьональ», до складу якого приєднався 1945 року. Відіграв за Відіграв за наступний сезон своєї ігрової кар'єри.
1946 року повернувся до клубу «Бадмінтон». Цього разу провів у складі його команди два сезони. 
З 1949 року п'ять сезонів захищав кольори команди клубу «Сантьяго Вондерерз». 
1955 року перейшов до клубу «Сан-Луїс де Кільйота», за який відіграв 3 сезони.  Завершив професійну кар'єру футболіста виступами за команду «Сан-Луїс де Кільйота» у 1958 році.

## Виступи за збірну
1950 року дебютував в офіційних матчах у складі національної збірної Чилі. Протягом кар'єри у національній команді провів у її формі 7 матчів, пропустивши 12 голів.
Був присутній в заявці збірної на чемпіонаті світу 1950 року у Бразилії, але на поле не виходив.
Помер 27 листопада 1982 року на 63-му році життя.